# برايان سويني
برايان سويني (بالإنجليزية: Brian Sweeney)‏ هو لاعب كرة قاعدة أمريكي، ولد في 13 يونيو 1974 في يونكيرس في الولايات المتحدة.

## وصلات خارجية
- برايان سويني على موقع دوري كرة القاعدة الرئيسي (الإنجليزية)
- برايان سويني على موقع الدوري الياباني لكرة القاعدة (الإنجليزية)
- برايان سويني على موقعبيزبول رفرنس.كوم (الدوري الرئيسي) (الإنجليزية)
- برايان سويني على موقعبيزبول رفرنس.كوم (الدوري الثانوي) (الإنجليزية)
- برايان سويني على موقع إي إس بي إن.كوم (أم.أل.بي) (الإنجليزية)
- برايان سويني على موقع مشجعي الرسوم البيانية (الإنجليزية)